# Макагуа
Макагуа (Herpetotheres cachinnans) — вид хижих птахів родини соколових (Falconidae).

## Поширення
Вид поширений в Центральній і Південній Америці від Мексики до півночі Аргентини. Населяє різноманітні середовища, де є хоча б ізольовані дерева.

## Опис
Птах завдовжки 53 см, вагою 600 г. У нього біла або білувата голова, шия і черево. Він має темно-коричневу спину, широку чорну маску, яка прикриває його щоки і оточує голову до задньої частини шиї. Його очі темні, ноги жовті. Тіло у нього товсте, голова велика, крила короткі й округлі. Хвіст довгий і округлий, чорно-білий.

## Спосіб життя
Трапляється в лісах і саванах . Зазвичай він тримається на гілках високих дерев, звідки знаходить свою здобич, переважно змій, гризунів і ящірок, яких збирає з рослинності. Змій він забиває ногами, а потім відкусує голову. Гніздо облаштовує в дуплах дерев, скелях, іноді гніздиться на занедбаних гніздах крячок або каракар. Самиця відкладає біле яйце з коричневими плямами.

## Підвиди
- Herpetotheres cachinnans chapmani — низовини від північної Мексики до Гондурасу.
- Herpetotheres cachinnans cachinnans — від Нікарагуа до Колумбії, Гвіани, Перу та центральної Бразилії.
- Herpetotheres cachinnans queribundus — від східної Болівії та Бразилії до Парагваю та північної Аргентини.